# Kongresna palača Oviedo
Kongresna palača v Oviedu (špansko Palacio de Exposiciones y Congresos Ciudad de Oviedo) ki stoji v istoimenskem španskem mestu, je delo valencijskega arhitekta Santiaga Calatrave. Je ena najbolj edinstvenih stavb v Oviedu in stoji na tako imenovani parceli Buenavista, na tleh starega nogometnega stadiona Carlos Tartiere do leta 2003.
Nakupovalno središče je začelo delovati leta 2007 (zaprlo se je leta 2019), gradnja  kongresne dvorane pa je zaradi gospodarske krize ustavila, in se odprla leta 2011, ne brez polemik.

## Opis
Glede na tehnični opis kompleksa je Kongresna palača v Oviedu razporejena v treh nadstropjih; pritličje, kjer je glavna dvorana ali razstavni prostor, s površino 2300 m², sejna soba za 217 oseb in 410 m² velika večnamenska dvorana; nadstropje za dostop do Avditorija, ki ima 2144 sedežev in je prekrito z veliko 45 m visoko belo jekleno kupolo (prvotno zasnovano kot premični element, čeprav je danes ni mogoče upravljati) in tretje nadstropje, ki omogoča dostop do 12 sejnih sob.
Stavbe, povezane z glavno konstrukcijo, so območje upravnih storitev vlade Kneževine Asturije s površino 11.196 kvadratnih metrov, hotel s 150 sobami in 17.387 kvadratnimi metri ter parkiriščem za 1777 prostorov in 75.037 kvadratnih metrov.
Stavba v "U" obliki, ki obdaja Kongresno palačo, kjer je hotel in pisarne sveta, je podprta s kompleksno zasnovo jeklenih portikov, ki so zgrajeni kos po kos. Vsak portik z »deblom«, višjim od deset metrov in z dvigali v jedru, podpira eno od treh kril in je sestavljen iz šestih jeklenih konstrukcij v obliki drevesa.

## Kronologija
- marec 2003: začetek rušenja starega nogometnega stadiona Carlos Tartiere.
- junij 2003: izkopavanja se začnejo na občinskem zemljišču.
- avgust 2003: izvajajo se zadrževalna dela.
- oktober 2004: začetek temeljnih del.
- januar 2005: začne se polaganje jeklene konstrukcije.
- september 2007: predani so uradi za upravne storitve Kneževine Asturije.
- 3. marec 2008: uradna slovesnost ob otvoritvi nakupovalnega centra.
- 4. marec 2008: uradno odprtje nakupovalnega centra za javnost.
- april 2010: dela se nadaljujejo po prekinitvi zaradi gospodarske krize.
- maj 2011: datum otvoritve palače.

## Gradbeni problemi in prekoračitev stroškov
Kljub temu, da je bil po mnenju samega valencijskega arhitekta "vizir" ali mobilna streha osrednjega dela stavbe "duša palače" , je bilo po različnih težavah v hidravličnem sistemu, ki bi moral premakniti streho in poročilo avstrijskega podjetja Waagner-Biro, ki opozarja na težave pri oblikovanju, to odpravljeno.
6. avgusta 2006 se je kos plošče in betona podrl z višine 15 metrov, pri čemer so se 3 delavci lažje poškodovali. Ta dogodek je povzročil tožbo, zaradi katere je bilo arhitektu in njegovi tehnični ekipi naloženo plačilo 3,5 milijona evrov.
Februarja 2014 je deželno sodišče v Oviedu po dveh pritožbah - od arhitekta do nosilca dela pri uveljavljanju honorarjev in od slednjega do Calatrave zaradi napak pri gradnji - Santiaga Calatravo obsodilo na plačilo investitorju Jovellanosu XXI, SL skoraj 3i milijone evrov za napake pri gradnji, prekoračitve stroškov in odsotnost prave usmeritve dela.
Po mnenju neodvisnih arhitektov, ki so pričali v eni od tožb, ki izhajajo iz projekta, izjavili, da so se začetni stroški, predvideni za gradnjo priljubljenega »el centollu«, ki je znašal 66 milijonov evrov, povečali na več kot 360 milijonov evrov, skoraj petkrat več.